# Petar III. Aleksandrijski
Aleksandrijski papa Petar III., također poznat kao Mongus (od grčkog μογγός mongos, "mucavi"), bio je 27. patrijarh Aleksandrije i patrijarh episkopskog trona sv. Marka.

## Životopis
Nakon kalcedonskog Sabora, Petar Mongus bio je gorljivi sljedbenik miafizitizma kao i aleksandrijskog pape Timoteja II.Eilurosa pa je, nakon što je Timotej II. je protjerao patrijarha Aleksandrije, kalcedonca Proterija 457. godine, Mongus započeo s progonom kalcedonaca.
Timotej II. Eiluros je bio aleksandrijski patrijarh od 457. do 460. godine kada je prognan, a na njegovo mjesto je izabran Timotej III. poznat i kao Timotej Salofakiolos. 
Timotej II. Eiluros se vratio 475. godine, te je ponovno izabran za aleksandrijskog patrijarha što je obnašao sve do svoje smrti 477. godine. Njegovi sljedbenici su ponovno izabrali Petra Mongusa za njegovog nasljednika. Međutim, očito nezadovoljan ponovnim izborom Petra Mongusa za patrijarha, bizantski car car Zenon dovodi nazad u Aleksandriju Timoteja III. Salofakiolosa - kalcedonca koji je mijenjao Timoteja II. Eilurosa od 460. do 475. godine, a Mongusa osuđuje na izgnanstvo.
Mongus je žurno pobjegao i ostao skriven do 482. godine. Nakon smrti aleksandrijskog patrijarha Timoteja III. 482. godine, Ivan I. Talaiaje postaje aleksandrijski patrijarh. Bizant su tada potresali vjerski sukobi monofizita i kalcedonaca tj. pristalica pravovjerja. Želeći stati na kraj sukobima car je izdao henotikonski edikt (grč. unija), kojim je htio pronaći kompromisno rješenje za obje strane. Međutim, jer je Talaia odbio priznati edikt, car ga izopćuje i protjeruje, a priznaje Mongusu status legitimnog patrijarha, ali pod uvjetom da potpiše Henotikon. Mongus je to ispoštovao i nakon što je preuzeo tron, potpisao je kontroverzni dokument i poslao obavijest o njegovom ustoličenju svojim kolegama patrijarsima. Konstantinopolski patrijarh Akacije ga je upisao u svoj diptih kao aleksandrijskog patrijarha. Upisivanjem patrijarhovog imena u diptih je značilo da lokalna crkva smatra, odnosno potvrđuje da je u svom zajedništvu s patrijarhom.
Talaia je u međuvremenu pobjegao u Rim, gdje ga je papa Simplicije. srdačno dočekao. Simplicije je odbio priznati Mongusa na mjestu aleksandrijskog patrijarha i branio je prava patrijarha Talaia u dva pisma koja je poslao patrijarhu Akaciju. Pošto je Akacije ostao odan Henotikonskom ediktu i zajedništvu s Mongusom, Papa je 484. godine ekskomunicirao patrijarhe što je dovelo do Akacijeve šizme koja je trajala do 519. godine.
Unatoč svemu, Mongus je postao glavni pobornik svih miafizita. Održao je sinodu da bi osudio Kalcedon te oskrnavio grobove dvojice kalcedonskih prethodnika - Proterija i Timoteja Salofakiolosa. Kad je Akacije umro 489. godine, Mongus je poticao njegovog nasljednika konstantinopolskog patrijarha Fravita (489. do 490.) da održava raskol s Rimom. Fravitov nasljednik Eufemie (490. do 496.) nastojao je prevazići raskol na način što je ekscomunicirao Mongusa koji je ubrzo nakon toga umro 490. godine.

## Vanjske poveznice
- Petros III, Mongos (482–490). Official web site of the Greek Orthodox Patriarchate of Alexandria and All Africa. Pristupljeno 7. veljače 2011.
- Meyendorff, John. 1989. Imperial unity and Christian divisions: The Church 450-680 A.D. The Church in history. 2. St. Vladimir's Seminary Press. Crestwood, NY.
- "Peter Mongo" in: The Oxford Dictionary of the Christian Church., F. L. Cross and E. A. Livingstone (ed.), London: Oxford University Press, 1974, p. 1074.
- New Advent, Petar Mongus
- "Peter Mongo" in: The Oxford Dictionary of the Christian Church., F. L. Cross and E. A. Livingstone (ed.), London: Oxford University Press, 1974, p. 1074.

| Koptske pape Aleksandrije      | Koptske pape Aleksandrije          | Koptske pape Aleksandrije             |
| ------------------------------ | ---------------------------------- | ------------------------------------- |
| prethodnik Timotej II. Eiluros | Patrijarh Aleksandrije (477.)      | nasljednik Timotej III. Salophakiolos |
| prethodnik Ivan Talaia         | Patrijarh Aleksandrije (482.–490.) | nasljednik Atanazije II.              |